# Margarita Skeet
Santa Margarita Skeet Quiñones (Antilla, 1º novembre 1950) è un'ex cestista cubana.

## Carriera
Con Cuba ha disputato i Giochi olimpici di Mosca 1980 e due edizioni dei Campionati mondiali (1971, 1983).